# کوساکا جیرو
کوساکا جیرو (به ژاپنی: 神坂次郎)، متولد ۲ مارس ۱۹۲۷ میلادی یک رمان‌نویس، پژوهشگر تاریخ اهل ژاپن است. در زمان جنگ جهانی دوم عضو کامیکازه بود. پس از جنگ، شغلی در ارتباط با تئاتر پیدا کرد و با نویسنده تاریخی هاسه‌گاوا شین آشنا شد و شروع به نوشتن رمان‌های دوره‌ای کرد. در سال ۱۹۸۲، برنده جایزه بزرگ ادبیات ژاپن برای "Kuroshio no Kishibe" شد. در سال ۱۹۸۷، برنده نخست جایزه تحقیقات ادبیات عامه پسند (گروه نقد) شد.
اوموروچوکی: این منبع تاریخی توسط آساهی شیگه‌آکی یک سامورایی در قلمروی اُواری نوشته شده‌است. آساهی شیگه‌آکی نوشتن دفتر خاطرات روزانه، اوموروچوکی، را از ۱۶۹۱ آغاز کرد و پایان آن ۲۸ سال و هشت ماه بعد در سال مرگ وی ۱۷۱۸ بود. این یادداشت ۳۷ جلد هستند و کلاً بالغ بر ۲ میلیون کلمه می‌شوند. در سال ۱۹۸۴ کوساکا جیرو کتابی در توضیح و نقد این یادداشت‌ها به عنوان «گنروکو اوتاتامی بوگیو نو نیکی» چاپ کرد.